# Туар-сюр-Ариз
Туа́р-сюр-Ари́з (фр. Thouars-sur-Arize) — коммуна во Франции, находится в регионе Юг — Пиренеи. Департамент коммуны — Арьеж. Входит в состав кантона Ле-Ма-д’Азий. Округ коммуны — Памье.
Код INSEE коммуны — 09310.

## Население
Население коммуны на 2008 год составляло 49 человек.
| 1962 | 1968 | 1975 | 1982 | 1990 | 1999 | 2006 | 2008 |
| ---- | ---- | ---- | ---- | ---- | ---- | ---- | ---- |
| 40   | 44   | 59   | 37   | 39   | 50   | 48   | 49   |

## Экономика
В 2007 году среди 27 человек в трудоспособном возрасте (15—64 лет) 22 были экономически активными, 5 — неактивными (показатель активности — 81,5 %, в 1999 году было 80,0 %). Из 22 активных работали 19 человек (10 мужчин и 9 женщин), безработных было 3 (2 мужчины и 1 женщина). Среди 5 неактивных 2 человека были учениками или студентами, 1 — пенсионером, 2 были неактивными по другим причинам.